# 黄信介
黄 信介（こう しんかい、1928年8月20日 - 1999年11月30日）は台湾の政治家。祖籍は福建省安渓。原名は黄金竜。

## 青少年時代
1940年代初め、小学を卒業した黄信介は日本に渡り印刷工として働きながら旧制上野中学（現在の東京都立上野高等学校）に学んだ。1946年台湾に戻り、1948年には北京大学に合格するも国共内戦により入学は実現しなかった。1949年に台湾地方行政専科学校（現在の 国立台北大学）に入学し、1951年に卒業した。
黄信介は学生時代政治活動に積極的に参加するようになり、専科学校入学直後には中国国民党に入党している。1950年冬、国民党の指示に従い、1954年以降の台北市長選挙に応援として参加し候補者当選に貢献した。支援者として活動していたが、32歳になった1961年1月、第5回台北市議選に出馬し最高得票で当選、「信介」と改名し政界に身を投じることとなった。名前の由来は岸信介である。

## 党外運動と美麗島事件
政治家になった黄信介は国民党から党外運動にスタンスを変化させていった。1963年の第3回台湾省議会議員選挙で、黄信介は党外活動家を支援するため聯合競選弁事処総幹事に就任する。1969年には立法委員補欠選挙で党外活動家として立候補し当選、同時に新化工股份有限公司董事長、鑫泉工業股份有限公司常務董事にも就任している。立法院での黄信介は、中国青年党、中国民主社会党についてお飾りにすぎないという意味で「便所の花瓶」と評するなど直接かつ大胆な発言で知られた。1975年、同じく立法委員である康寧祥と雑誌『台湾政論』を創刊し、1978年には雑誌『這一代』社長に就任するなど言論界でも大きな影響力を発揮するようになる。1977年と1978年の地方公職選挙、国民大会代表選挙、立法委員補欠選挙で黄信介は党外活動家後援会を組織し、呂秀蓮、姚嘉文、黄煌雄らを支持するようになった。
1979年8月、黄信介は自らが発行人となり雑誌『美麗島』を創刊する。その後12月10日に美麗島事件が発生すると、黄信介は『美麗島』と深い関係を有する許信良、施明徳、呂秀蓮らとともに逮捕された。1980年3月、台湾警備総部軍事法廷は黄信介に対する公開審理を開始、後に民主進歩党（民進党）に参加し、同党初の総統となる陳水扁が弁護士として裁判闘争を行うが、4月18日に反乱罪により懲役14年の有罪判決を宣告された。

## 民主進歩党入党から主席へ
1987年5月、蔣経国の指示により黄信介は7年の刑期を免除され張俊宏とともに釈放された。当時は民主進歩党が結党して1年であり、主流派閥は「新潮流系」と「康寧祥系」だった。1988年3月に黄信介、張俊宏が民進党に入党することで「美麗島系」が成立、その後党内の意見集約が行われ、4月には黄信介は民進党二全1次臨時会で党務顧問に推薦された。
1988年、黄信介は第3代民進党主席に選出され、1989年に再選される。黄信介が率いる美麗島系と新潮流系の政治理念には差異が認められる。前者は選挙を通した改革を目標とし、台湾人には統一か独立かを主張する自由があるとしたのに対し、後者は民衆による直接改革を目指し、台湾人は独立を主張する自由があるとの認識であった。加えて黄信介は李登輝が提唱する国是会議と憲政改革を支持したことで、党内の一部からは台湾の自主性を損なうものとして強烈に批判された。こうした党主席在任中、1990年に民進党は台湾独立綱領を発表した。

## 晩年
1991年黄信介は党主席を辞任し、党首席顧問に就任した。同年台中県国民大会代表に当選。美麗島事件の名誉回復が行われると立法委員に復職した。1992年4月19日、民進党が企画した「419大遊行」の総指揮を務め、総統の直接選挙を求めた。年末には花蓮県立法委員選挙に立候補、一旦は落選したがその後国民党候補者の選挙違反行為が明らかになり、逆転で当選している。1996年総統府資政（総統顧問に相当）に就任、1997年、李登輝から国家統一委員会副主任委員就任を求められたが、陳水扁らの反対により、実現しなかった。1999年3月、民進党内で噴出した陳水扁と許信良の総統選予備選挙の調停を試みるが失敗に終わった。11月30日に心筋梗塞により死去した。
台湾民主化に大きな足跡を残した黄信介は「台湾民主之父」、「民進党永遠の大老」、「永遠のおじさん」、「信介仙」と称され、新北市八里区にある墓地には多くの民進党関係者が参拝している。